# 不室屋
1. FUMUROYA CAFE(TOYAMAキラリ店)

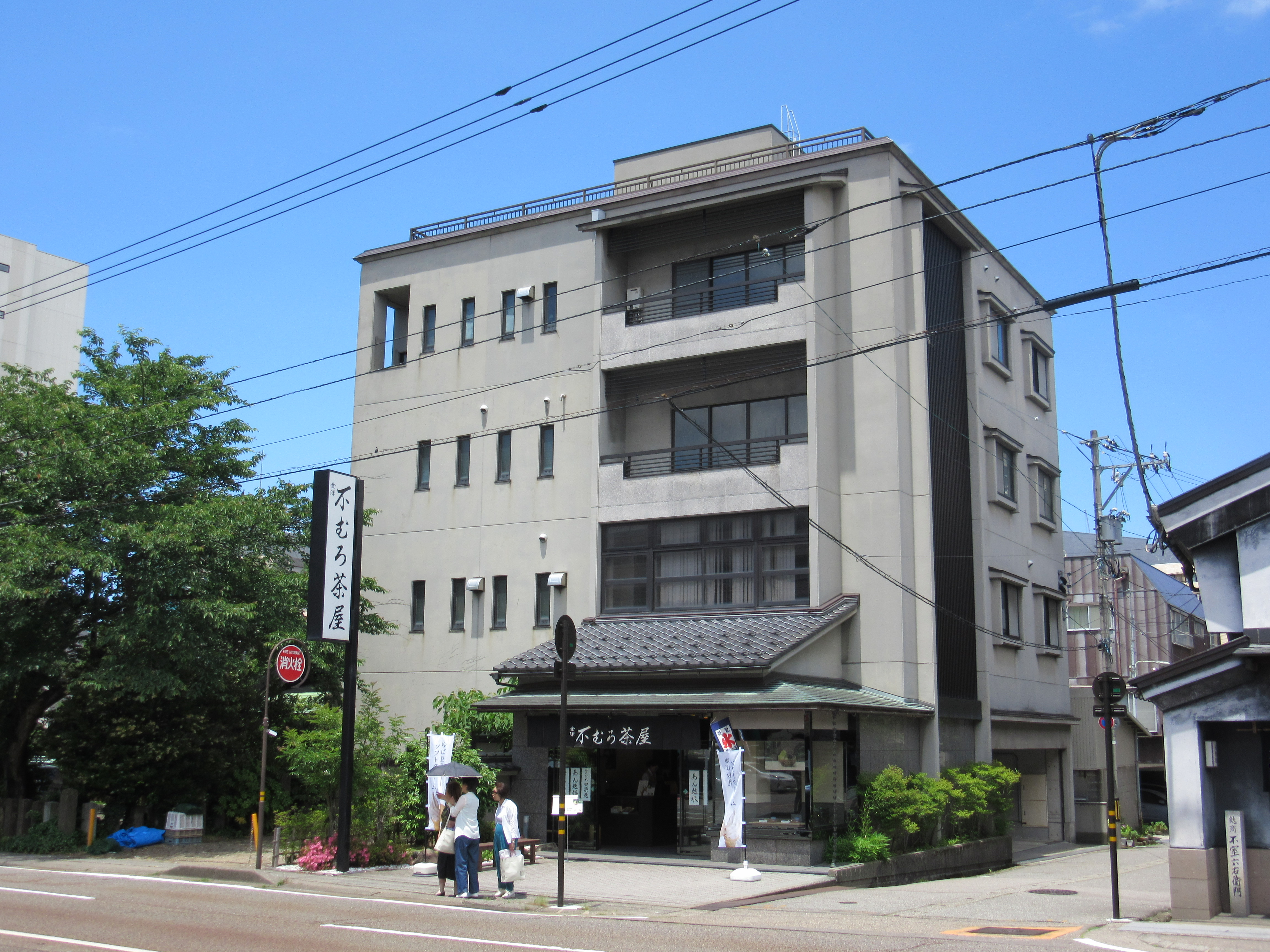
不むろ茶屋

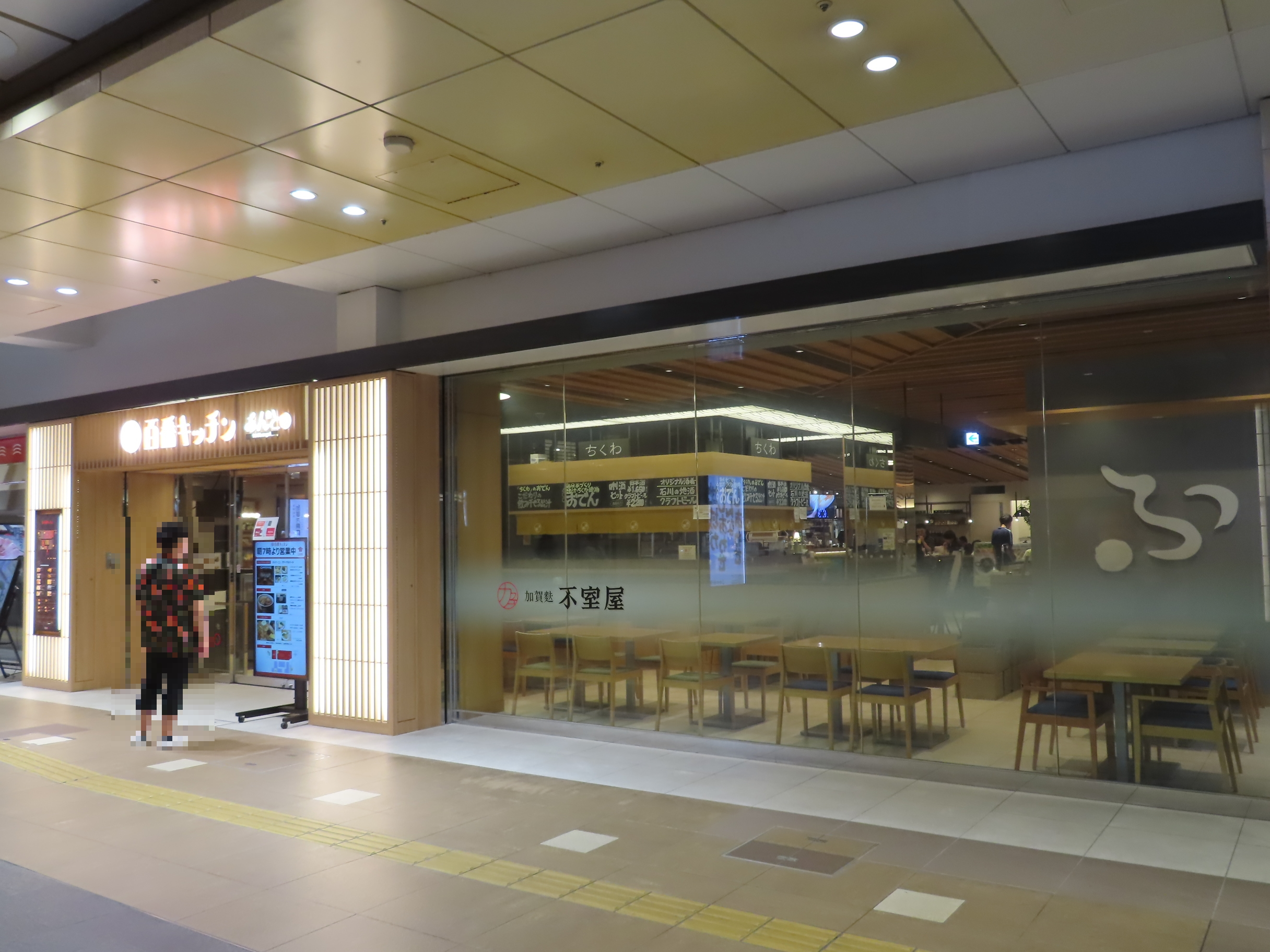
カフェ加賀麩不室屋（金沢駅）

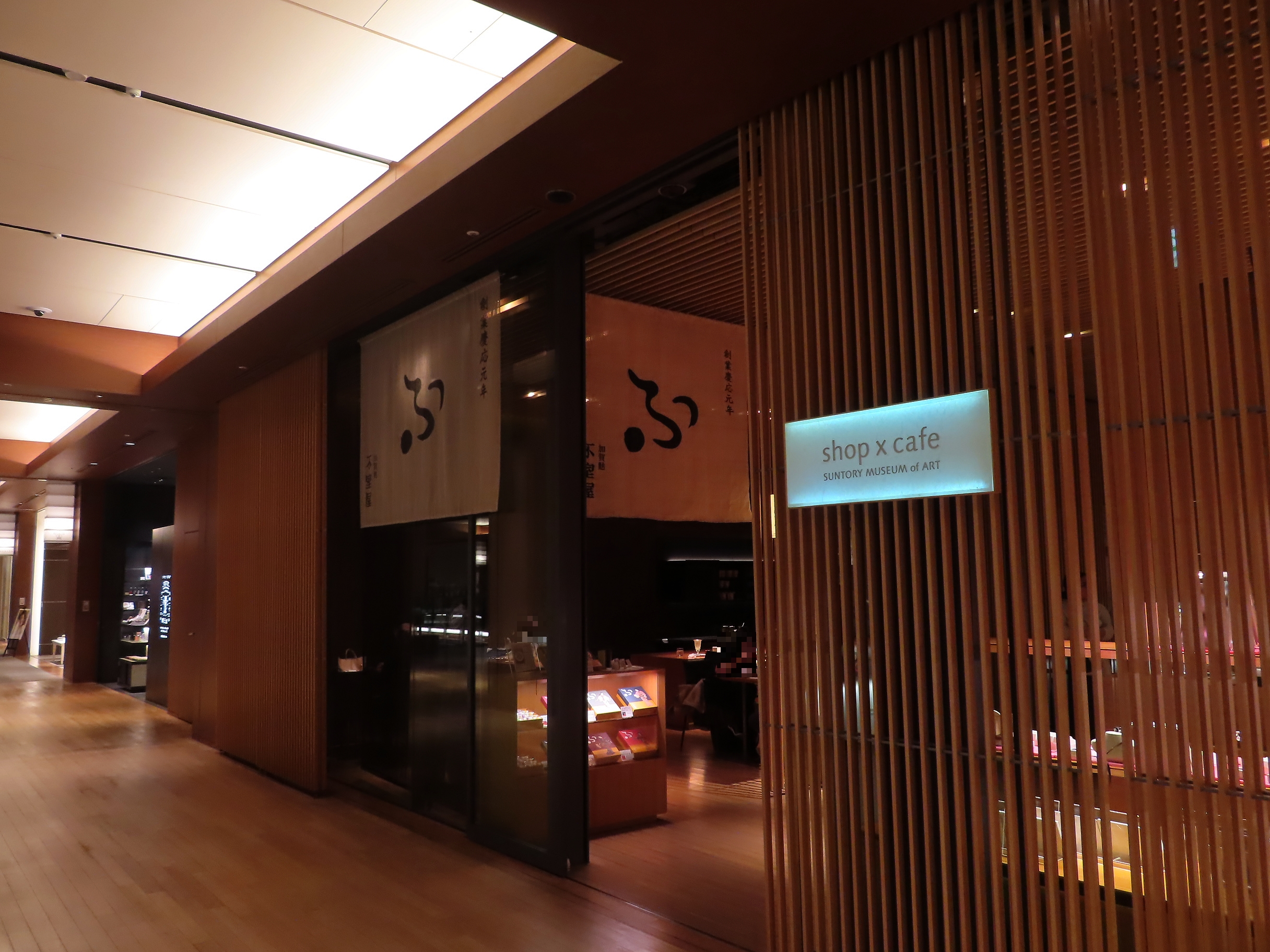
shop×CAFE（サントリー美術館）

不室屋（ふむろや）とは、石川県金沢市にある麸メーカーである。ここでは、便宜的に茶寮不室屋、不むろ茶屋、FUMUROYA CAFEについても記述する。

## 概要
慶応元年(1865年)創業。和菓子老舗の森八や俵屋など金沢を代表する老舗の一つである。不室村出身の土地豪族末裔だった久右衛門が尾張町(現在の本店)に住居を構え、その嫡子、六右衛門が慶応元年2月頃に麩の製造を始めたことが創業の由来とされている。その際に、発祥地だった不室村にちなんで「不室屋」と屋号を定めたとされている。
現在では金沢市内のほかに、首都圏や関西地方にも直営店を出店をしている。また、FUMUROYA CAFEや不むろ茶屋というカフェテラス形式の飲食店を経営しており、麸を使った料理屋やスイーツが提供されている。さらに、サントリー美術館内には不室屋がプロデュースしたカフェがある。

## 沿革
- 1865年（慶応元年） - 金沢市尾張町にて創業、麸を製造する。
- 2011年(平成23年)4月23日 - 東山店が開業する。
- 2012年(平成24年)4月26日 - 渋谷ヒカリエShinQs店が開業する。
- 2012年(平成24年)5月10日 - 日本橋店が開業する。
- 2012年(平成24年)6月23日 - 香林坊大和の5階カフェがFUMUROYA CAFEとしてリニューアルオープンする。
- 2012年(平成24年)9月26日 - 日本橋髙島屋店がリニューアルオープンする。
- 2012年(平成24年)10月25日 - うめだ阪急店が開業する。
- 2013年(平成25年)10月16日 - 不むろ茶屋が開業する。
- 2015年(平成27年)8月22日 - FUMUROYA CAFE TOYAMAキラリ店が開業する。

## 製品
- ふやき御汁 宝の麩
  - 宝の麩 末広（特別注文品）
- すだれ麩、干すだれ麩
- 車麩、小車麩
- 細工麩
- 焼麩（すきやき麩など）
- 加賀生麩（よもぎ麩、黒ごま麩、あわ麩、昆布麩、南瓜麩）
- 麩のおそうざい
- おやつ麩（菓子）
- ふのやき（菓子）

など

## 店舗一覧
石川県
- 本社
  - 本店
  - 茶寮不室屋
- 東山店
- 有松店
- 金沢百番街店
- 大和香林坊店
- 金沢エムザ店

富山県
- 富山大和店
- 高岡大和店
- とやマルシェ店

東京都
- 日本橋店
- 日本橋髙島屋店
- 日本橋三越店
- 池袋西武店
- 渋谷東急店
- 渋谷東横のれん街店
- 渋谷ヒカリエShinQs店
- 新宿高島屋店

神奈川県
- 横浜高島屋店

愛知県
- 名古屋高島屋店

京都府
- 京都大丸店
- 京都高島屋店

大阪府
- 心斎橋大丸店
- 梅田大丸店
- うめだ阪急店
- 大阪高島屋店

兵庫県
- 神戸大丸店

### FUMUROYA CAFE (不室屋カフェ)
- 金沢百番街店
- 香林坊大和店
- TOYAMAキラリ

### その他
- 不むろ茶屋（不室屋東山店隣接）
- shop×CAFE（サントリー美術館内）